# Гота GO 145
Гота GO 145 (нем. Gotha GO 145) је немачки једномоторни, двоседи, двокрилни авион са отвореним кабинама, који се користио од 1935 до 1945. године као школски авион и лаки бомбардер уочи и у току Другог светског рата. Поред Немачке произвођен је још у Шпанији и Турској. У Шпанији је коришћен и дуги низ година после Другог светског рата. Конструктор овог авиона је био дипл. инж. Алберт Калкерт (нем. Albert Kalkert), а први прототип је полетео први пут у фебруару месецу 1934. године.

## Пројектовање и развој
Гота фабрика вагона која је за време Првог светског рата производила тешке бомбардере, обновила је производњу авиона 2. октобра 1933. Први произведени авион у обновљеној производњи је био Гота Go 145, двокрилац са два седишта кога је пројектовао дипл. инж. Алберт Калкерт, класична конструкције од дрвета са облогом од импрегнираног платна. Go 145 је имао фиксни стајни трап а покретао га је ваздухом хлађени мотор Аргус As 10C, са двокраком дрвеном вучном елисом. Први прототип је полетео фебруара 1934, а уследио је производни модел, Гота Go 145а, са дуплим командама за ученика и инструктора.

## Технички опис
Предњи део авиона (капотажа мотора) је био обложен алуминијумским лимом, део трупа до прве кабине био је обложен дрвеном лепенком а остатак трупа је био обложен импрегнираним платном. У трупу су се налазиле две кабине у тандем распореду (једна иза друге). Стандардна верзија авиона је имала дупле команде.
У авионе Гота Go 145 су уграђивани осмооцилиндрични линијски ваздухом хлађен мотор обрнутог V распореда цилиндара Argus As 10C снаге 179 kW. На вратило мотора се директно постављала двокрака дрвена вучна елиса фиксног корака пречника 2,50 m. 
Крила су била дрвене конструкције пресвучена импрегнираним платном релативно танког профила са две рамењаче. Крилца за управљање авионом су се налазила и на горњим и доњим крилима. Крила су између себе била повезана са једним паром металних упорница у облку ћириличног слова И. Затезачи су били од клавирске челичне жице. Оба крила су имала облик правоугаоника са полукружним завршетком, имала су исти размах. Горње крило је било тако постављено да је имало стреласт положај у односу на труп, док је доње крило имало управни положај у односу на труп. Конструкције репних крила и вертикални стабилизатор као и кормило правца и висине су била направљена од дрвета пресвучена платном. 
Авион је имао класичан фиксни стајни трап са два независна точка опремљена гумама нисоког притиска напред и еластичну дрвену дрљачу на репу авиона. Стајни орган је био направљен од челичних цеви, а амортизери су били смештени у вертикалне носаче.

### Варијанте авиона Гота GO 145
- Гота Go 145A - серијски школски авион са дуплим командама.
- Гота Go 145B - модел авиона са затвореном кабином.
- Гота Go 145C - модел као Go 145A са уграђеним митраљезом MG 15 калибра 7,92mm у другој кабини.

## Земље које су користиле Авион Гота GO 145
- Аустрија
- Чехословачка
- Румунија
- Словачка
- Нацистичка Немачка
- Шпанија
- Турска
- Хрватска НДХ
- Југославија

## Оперативно коришћење
Авион Гота Go 145 се производио у Немачкој а на основу лиценце још у Шпанији (CASA 1145 L је летела дуго времена после рата) и Турској. Само у Немачкој је произведено 1.182 авиона. Авион је пре Другог светског рата коришћен као авион за основну обуку пилота немачког ратног ваздухопловства (Луфтвафе). Од 1942. године коришћен је на Источном фронту као лаки ноћни бомбардер (авион за узнемиравање) носио је по две бомбе малог калибра од 10 до 50 kg укупне масе до 100 kg. Опремљен јаким звучницима коришћен је као средство пропаганде.

## Авион Гота GO 145 у Југославији
Један једини авион овог типа је био у служби Ратног ваздухопловства Југословенске Армије (РВ ЈА) 1944—1945. године. Нема поузданих података да ли је овај авион заробљен од Луфтвафе или Зракопловства НДХ. У РВ ЈА је коришћен је једно кратко време као авион за везу.

### Сачувани примерак
Сачувана су само два примерка ових авиона који су у доста лошем стању и чекају на рестаурацију. Ови авиони се налазе у депоима музеја:
- Gotha Go 145A - Museum für Verkehr und Technik. Berlin, Germany.
- Gotha Go 145A - Norsk Luftfartssenter. Bodø, Norway.